# APEF
La Asociación Argentina de Ayuda a la Persona con Esquizofrenia y su Familia (también conocida como APEF) es una organización no gubernamental sin fines de lucro establecida en Buenos Aires en 1994 con el objetivo de otorgar contención, recursos y asesoramiento a personas con esquizofrenia y sus familiares. Su intención es promover una mejora en la calidad de vida de los sujetos, así como lograr avances en materia de conciencia social y legislación en beneficio de las personas con este padecimiento.

## Objetivos
La Asociación busca promover una mejora en la calidad de vida de las personas con esquizofrenia y sus familiares. Ofrece apoyo e información y promueve la investigación y la realización de congresos, conferencias y publicaciones. También promueve la formación de asociaciones similares en otras partes de Argentina, así como la asociación con entidades similares tanto nacionales como internacionales.

## Actividades
APEF realiza dos tipos de reuniones mensuales exclusivamente para familiares de personas con esquizofrenia: grupos de psicoeducación y conferencias profesionales. La primera opción se destina a otorgar contención mutua e intercambiar conocimientos o recursos entre familiares. La segunda opción incluye reuniones informativas con profesionales involucrados en el campo de la salud mental (médicos, abogados, trabajadores sociales, etc.) que puedan explicar diversos aspectos de la enfermedad así como resolver dudas y consultas de los interesados.
La Asociación participa en congresos y encuentros de trabajo y difusión sobre salud mental, discapacidad y esquizofrenia. APEF participó como expositor en el Congreso de la Asociación Argentina de Salud Mental y el Congreso Nacional de Psiquiatras Argentinos.

## Distinciones
En septiembre de 2011, integrantes del "Grupo Hermanos" perteneciente a APEF recibieron una distinción de Proyecto Suma en el marco de la Jornada “De la lucha contra el estigma hacia la lucha a favor de la recuperación”, celebrada en la Legislatura de la Ciudad Autónoma de Buenos Aires, por un trabajo relacionado al nivel de desinformación y prejuicios sobre la esquizofrenia en la sociedad a partir de un análisis de medios de prensa escrita.
En septiembre de 2013, APEF fue declarada de interés para la Ciudad Autónoma de Buenos Aires por la  Comisión de Derechos Humanos, Garantías y Antidiscriminación de la Legislatura porteña, gracias al trabajo que realiza para la promoción y defensa de los derechos humanos y la inclusión social de las personas que padecen trastornos mentales.
En el acto de conmemoración, el entonces diputado y vicepresidente de la Comisión, Daniel Lipovetzky, declaró que "La Asociación APEF es un símbolo de lucha en pos de poder brindar bienestar y calidad de vida tanto de pacientes como de familiares", agregando que "generar conciencia y derribar los mitos sobre esta enfermedad es de vital importancia para que los enfermos y sus familias logren superar las barreras de la exclusión social".